# Baldriga de Gmelin
La baldriga de Gmelin (Procellaria cinerea) és un ocell marí de la família dels procel·làrids (Procellariidae), d'hàbits pelàgics que habita als oceans meridionals entre 32 i 58° S, criant a les illes Tristan da Cunha, Príncep Eduard, Crozet, Kerguelen, Amsterdam, Campbell, Antípodes i Macquarie.